# Ottokar Ier de Styrie
Ottokar, aussi écrit Otakar, mort le 29 mars 1075 à Rome, est un comte bavarois en Chiemgau. Il apparaît dans les actes comme margrave de Styrie à partir de 1056 jusqu'à sa mort. Il est devenu l'ancêtre de la dynastie des « Otakars », une lignée des margraves et ducs de Styrie qui s'éteignit à la mort d'Ottokar IV en 1192.

## Biographie
Ottokar est le fils du comte Otakar V (mort en 1020), seigneur dans le Chiemgau et bailli (Vogt) de Traunkirchen, et de son épouse Willibirg (?), une fille du comte Arnold II de Wels-Lambach et sœur de l'évêque Adalbéron de Wurtzbourg. Parmi ses lointains ancêtres se trouve notamment le comte Aribon de Traungau qui avait été nommé margrave de la marcha orientalis par le roi carolingien Louis le Jeune en 871.
En 1035 le grand-père maternel d'Ottokar, Arnold II, avait été nommé margrave de Styrie sur la déposition du duc Adalbéron de Carinthie par l'empereur Conrad II. Ottokar lui-même est tout d'abord attesté comme un comte dans la partie orientale du Chiemgau depuis l'an 1048. À la mort d'Arnold II en 1055, Ottokar, par sa mère, a hérité des terres allodial et du titre margravial. Il résida dans le Traungau à la forteresse de Steyr qui a donné son nom au margraviat. À partir de 1056, Ottokar est connu comme margrave de la marchia Carantana (« marche de Carantanie »), plus tard nommée la marche de Styrie (en allemand : Steiermark) après la ville de Steyr.
Ottokar a également servi un Vogt des monastères de Traunkirchen, de Lambach, d'Obermünster à Ratisbonne, et de Persenbeug. En 1074 il a été cofondateur de l'abbaye d'Admont. Lors de la hausse de la querelle des Investitures, il est resté un fidèle partisan du roi Henri IV. Ottokar est mort à Rome, lors d'un pèlerinage en Terre Sainte.

## Mariage et descendance
Ottokar a épousé Willibirg d'Eppenstein, peut-être une fille du duc Adalbéron de Carinthie. Les futurs margraves Adalbéron II et Ottokar II de Styrie étaient ses fils. L'aîné Adalbéron II a succédé à son père, mais se fâcha avec son frère cadet Ottokar II lors de la querelle des Investitures ; il a été banni et finalement assassiné en 1082.